# Pommeret
Pommeret (tiếng Breton: Peuñvrid, Gallo: Pomerèt) là một xã của tỉnh Côtes-d’Armor, thuộc vùng Bretagne, tây bắc Pháp.

## Dân số
Người dân ở Pommeret được gọi là Pommeretois hoặc Pommeretin.